# Bahía de Korf
La bahía de Korf (en ruso: залив Корфа) es un golfo situado en la costa oriental de la península de Kamchatka (Rusia), en el mar de Bering. Administrativamente forma parte del distrito Olyútorski del Ókrug de Koriakia, en el Territorio de Kamchatka.

## Geografía
Tiene una forma aproximadamente triangular, de unos 75 km de fondo y unos 70 km de ancho en su boca, entre la península Ilpinski al oeste (que la separa del golfo Karáguinski) y la península Govena al este (que hace lo propio con el golfo de Olyútor). 
Muchos ríos salmoneros desembocan en la bahía, los más grandes: Vyvenka, Avyavayam y Kultushnaya. En la parte norte del golfo se encuentran las bahías Escondida, Siberia (costa oeste), y la bahía de Skóbelev en la costa este; en el suroeste, la bahía Geka junto a la laguna litoral Legunmun. La bahía alberga morsas, la visitan las ballenas y es el lugar de desove de diversas especies comerciales de peces: salmón, arenque olyutor, bacalao, bacalao del Ártico, eperlano, platija...
En la actualidad, los únicos asentamientos en la costa de este golfo son el centro administrativo del distrito Olyútorski, Tilichiki, situado junto a la boca de salida de la bahía Escondida al fondo del golfo, y el pueblo de Vyvenka junto a la boca del río del mismo nombre. El golfo llegó a albergar en sus costas hasta 9 fábricas-koljoses de tratamiento y elaboración de pescado (fundamentalmente de salmón y arenque olyutor), que por sobreexplotación se cerraron hacia mediados de los años 70 del pasado siglo. También se han ido abandonando otras localidades costeras como Kultushino (en la bahía Siberia, Olyutorka en la bahía de Skóbelev o Medvezhka (entre Vyvenka y Tilichiki, abandonada en los años 70 del pasado siglo al cerrar la mina de lignito explotada durante todo el siglo XX por la que fue creada). 
Además, el pueblo de Korf, situado en alfaque o estrecha barra de arena que cierra la bahía Escondida, fue destruido por el terremoto de Olyútor del 21 de abril de 2006 y fue oficialmente abolido como establecimiento urbano en 2012, pero no fue abandonado por completo por los residentes (18 habitantes en 2021); el aeropuerto de Korf-Tilichiki está situado al norte de Korf, en la misma barra de arena frente a Tilichiki situado en la orilla opuesta de la bahía Escondida, capaz de recibir aviones de carga (de la clase Antonov An-72) y de pasajeros (de la clase Yakovlev Yak-40). 

## Historia

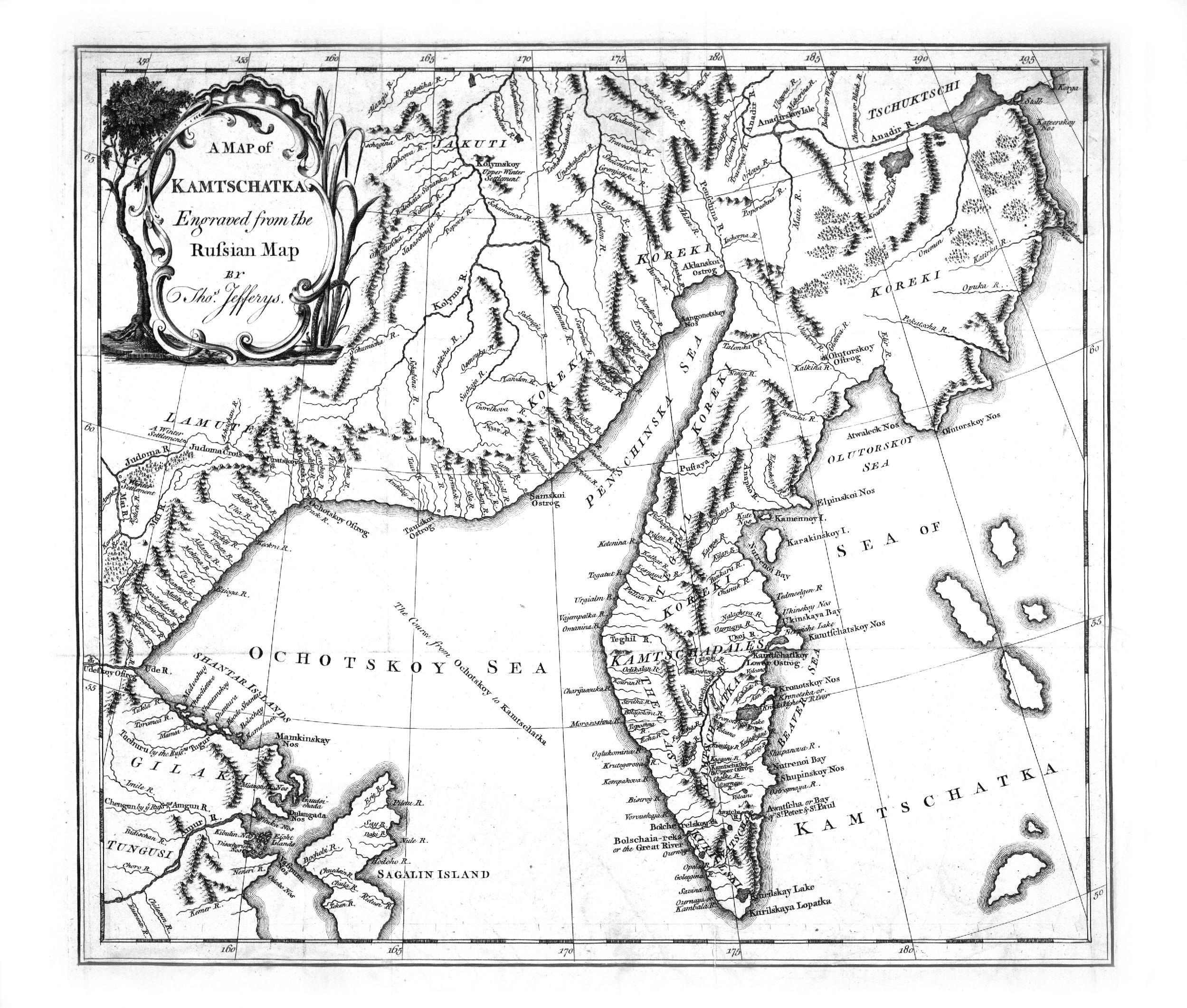
Mapa de S. P. Krashenínnikov de la península de Kamchatka; en él aparece la bahía de Korf como mar Olutorsky, entre el cabo Elpinsky (hoy, Ilpinsky) y el cabo Olutorsky (Govena).

La primera información sobre la bahía se remonta a 1697 y fue proporcionada por Vladímir Vasílievich Atlásov en su expedición a Kamchatka por tierras de los koriakos. En el siglo XVIII se exploró la bahía y el primer estudio hidrográfico se llevó a cabo durante la primera expedición a Kamchatka (la primera expedición científica naval rusa) al mando de V. J. Bering desde el barco San Gabriel en 1728, al mismo tiempo que se marcaba en el mapa el contorno de la costa de la bahía.
Durante la segunda expedición a Kamchatka de V. J. Bering y A. I. Chírikov (1737-1741), el entonces estudiante naturalista y geógrafo S. P. Krashenínnikov compiló la primera descripción exploratoria de la bahía. Puso la bahía en el mapa con bastante precisión. En 1776, I. Sindt cartografió esta zona durante una expedición en el galeote yakuto Santa Catalina.

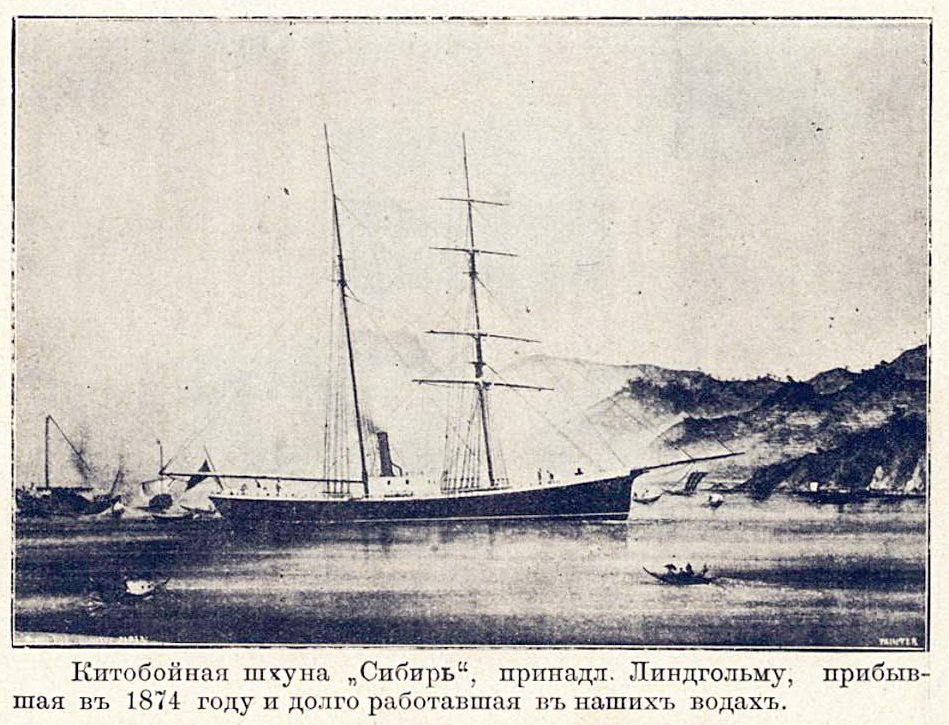
La goleta ballenera Siberia, en la que se realizaron numerosos descubrimientos geográficos al mando del capitán Gek

 En 1885, el navegante, ballenero y explorador ruso-finés del Lejano Oriente F. K. Gek llevó a cabo un estudio hidrográfico detallado de la bahía (descubrió la bahía Escondida que expediciones anteriores no la habían descrito, dio el nombre de su goleta a la bahía Siberia) y, al mismo tiempo, basándose en los resultados de su investigación, se publicó el primer mapa detallado y completo de la bahía que, por aquel entonces, recibió su nombre definitivo en honor al primer gobernador general de Amur, el baron Andréi Nikoláyevich Korf. Antes aparecía en los mapas como mar de Lutor o bahía de Olyutor. Esta es la bahía del Baron Korf o Barankoff mencionada por los viajeros estadounidenses Washington Vanderlip y Olaf Swenson.
 
El golfo de Korf es un lugar de desove del arenque olyutor, lo que influyó en la historia del desarrollo económico de estas aguas. El 24 de agosto de 1927 se fundó la Fábrica de Pescado de Korf, cuya principal materia prima durante los casi 50 años siguientes fue el arenque. La planta era una red de bases costeras estacionales y permanentes (hasta 9 en la bahía) para pescar, recibir y procesar pescado. En algunas de estas bases surgieron aldeas (como el propio pueblo de Korf, Kultushino y Olyutorka). Después de la prohibición de la pesca del arenque en 1975 debido a una fuerte disminución de su población, muchas bases y aldeas fueron liquidadas y abandonadas.